# Castelo de Petrer

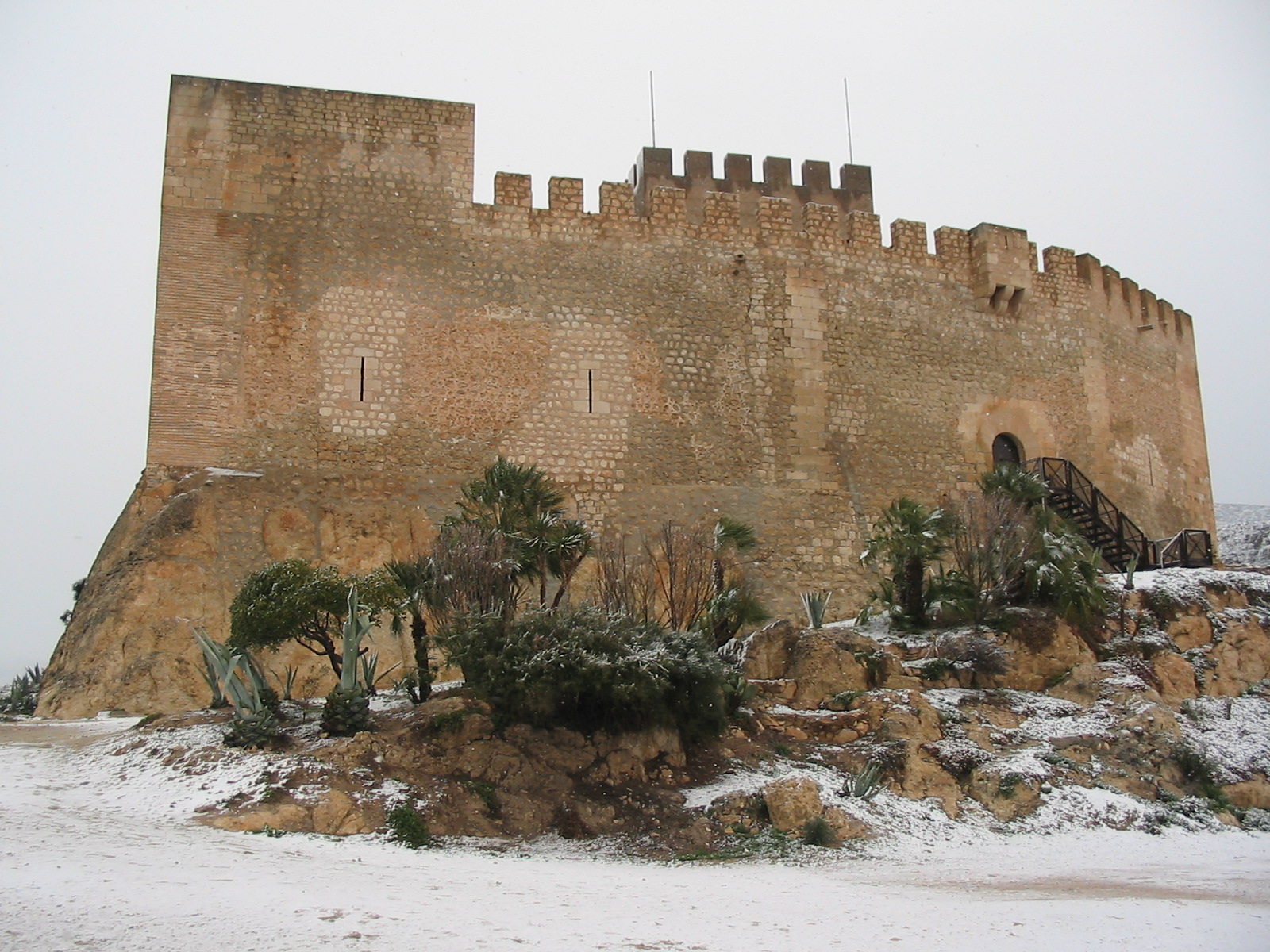
Castelo de Petrer, Espanha: nevada de 28 de Janeiro de 2006.

O Castelo de Petrer localiza-se no termo do município de Petrer, na província de Alicante, na comunidade autónoma da Comunidade Valenciana, na Espanha.
Ergue-se sobre um monte escarpado em posição dominante a Leste sobre a povoação. Do alto de suas muralhas descortina-se todo o vale do rio Vinalopó. A sua função estratégica era a de controle da passagem entre a meseta castelhana e o litoral mediterrânico.

## História
Remonta a uma fortificação muçulmana erguida entre o final do século XII e o início do século XIII, acredita-se sobre os restos de uma fortificação mais antiga.
O castelo foi tomado pelos Mouriscos quando das revoltas de 1265; para recuperá-lo, o Infante Afonso de Castela (Alfonso de Trastámara y Avís) recorreu ao auxílio de Jaime I de Aragão, que prontamente o reconquistou.
O conjunto sofreu intervenção de consolidação e reconstrução, concluída em 1982, encontrando-se actualmente recuperada. A torre de menagem encontra-se requalificada como espaço cultural, abrigando exposições. O conjunto está classificado como Conjunto Histórico-Artístico de Interesse Nacional desde 1983.

## Características
Apresenta planta no formato poligonal, em alvenaria com reforço de silharia nas suas arestas. O alto das suas muralhas é ameado.
A muralha exterior é constituída por dois panos em taipa, separados por um torreão central e cubelos nas extremidades. O elemento mais destacado do conjunto é a torre de menagem, de planta quadrada, dividida internamente em dois pavimentos e um sótão, que servia como cisterna no período islâmico. Este espaço, posteriormente, foi utilizado como prisão.